# Tota (Benin)
Tota ist ein Arrondissement im Departement Couffo im westafrikanischen Staat Benin. Es ist eine Verwaltungseinheit, die der Gerichtsbarkeit der Kommune Dogbo untersteht.

## Demografie und Verwaltung
Gemäß der Volkszählung 2013 des beninischen Statistikamtes INSAE hatte das Arrondissement 41.341 Einwohner, davon waren 19.909 männlich und 21.432 weiblich.
Von den 65 Dörfern und Quartieren der Kommune Dogbo entfallen 24 auf Tota:
1. Achitou
2. Agbégnidohoué
3. Ahomey
4. Dahoué
5. Déguihoué
6. Dékandji
7. Fambohoué
8. Foncomé-Agandannonhoué
9. Foncomé-Agbohoué
10. Foncomé-Gouhoun
11. Foncomé-Tétéhoué
12. Houédjamey
13. Houngloui
14. Kégbéhoué
15. Kénouhoué
16. Kpodavé
17. Kpogodou
18. Lokogba
19. Madankanmey
20. Tota-Balimè
21. Tota-Kpodji
22. Zaphi-Gnamamey
23. Zaphi-Houéganmè
24. Zaphi-Hounsa